# Torneio Internacional Interclubes de Futebol Feminino
O Torneio Internacional Interclubes de Futebol Feminino foi uma competição para clubes de futebol feminino disputada entre os dias 5 e 15 de janeiro de 2011 na cidade brasileira de Araraquara. Organizada pela Sport Promotion e Federação Paulista de Futebol, o torneio não é reconhecido pela Federação Internacional de Futebol como o equivalente feminino da Copa do Mundo de Clubes da FIFA.

## História
Em 2009, surgiram os primeiros pedidos para a FIFA criar uma competição oficial para clubes de futebol feminino. À época, com o Santos de Marta e Cristiane tendo vencido a primeira Libertadores feminina, chegou a ser anunciado que o Brasil poderia sediar o inédito torneio, mas o projeto não saiu do papel.
Com insistência do Santos, àquela altura o clube de futebol feminino mais profissional e desenvolvido da América do Sul, a Federação Paulista de Futebol e a agência de marketing esportivo Sport Promotion decidiram organizar um torneio substituto. Inicialmente, os organizadores planejaram a competição com seis equipes. Além do Santos, seriam o Foz do Iguaçu e o Palmeiras do Brasil, mais o Umea IK, da Suécia, o Manchester United, da Inglaterra, e o New York Flash, dos Estados Unidos. No entanto, os dois últimos declinaram do convite da FPF, ficando a equipe sueca – campeã da Liga dos Campeões de Futebol Feminino da UEFA em 2003 e 2004 e então semifinalista desta competição em 2009 e 2010 – a ser a única representante estrangeira a disputar o certame realizado no Estádio da Fonte Luminosa, em Araraquara, entre os dias 5 e 15 de janeiro de 2011.
A Rede Bandeirantes e o BandSports transmitiram o torneio para o Brasil. Na final , o Santos venceu o Foz do Iguaçu por 3-2, sagrando-se campeão. Sem a chancela da FIFA, não houve outras edições do torneio.

## Fórmula de disputa
Na primeira fase, as equipes jogaram entre si, dentro do grupo em turno único, classificando-se para a próxima fase as duas equipes com o maior número de pontos ganhos no respectivo grupo
Na fase final, a primeira e a segunda colocada do grupo 1 jogaram uma partida única, sagrando-se campeã a equipe com o maior número de pontos ganhos, considerando-se os resultados obtidos exclusivamente nesta fase.
A terceira e a quarta colocadas do grupo jogaram em partida única, sagrando-se terceira colocada do torneio a equipe com o maior número de pontos ganhos, considerando-se os resultados obtidos exclusivamente nesta fase.

## Participantes
| País   | Equipes       |
| ------ | ------------- |
| Brasil | Foz do Iguaçu |
| Brasil | Palmeiras     |
| Brasil | Santos        |
| Suécia | Umea IK       |

## Arbitragem
| Nacionalidade | Árbitro                      | Nº de jogos que apitou |
| ------------- | ---------------------------- | ---------------------- |
| Brasil        | Edilar Maria Ferreira        | 4                      |
| Brasil        | Katiucia da Mota Lima        | 3                      |
| Brasil        | Regildência de Holanda Moura | 1                      |

## Transmissão
Os jogos foram televisionados por dois canais brasileiros, elas são:
- Rede Bandeirantes
- BandSports

## Tabela

### Primeira fase
| Time          | Pts | J | V | E | D | GP | GC | SG |
| ------------- | --- | - | - | - | - | -- | -- | -- |
| Santos        | 7   | 3 | 2 | 1 | 0 | 6  | 3  | +3 |
| Foz do Iguaçu | 5   | 3 | 1 | 2 | 0 | 5  | 4  | +1 |
| Palmeiras     | 4   | 3 | 1 | 1 | 1 | 4  | 3  | +1 |
| Umea IK       | 0   | 3 | 0 | 0 | 3 | 5  | 10 | -5 |

| 5 de janeiro de 2011 19:30 | Foz do Iguaçu    | 1 – 1  | Palmeiras | Arena da Fonte                 |
|                            | Gabi Zanotti 60' | Súmula | Nilda 4'  | Árbitro: Edilar Maria Ferreira |

| 5 de janeiro de 2011 21:50 | Santos                                                  | 4 – 2  | Umea IK                              | Arena da Fonte                                |
|                            | Suzana 1' · Marta 26' · Maurine 39' · Bia Zaneratto 89' | Súmula | Hanna Pettersson 65' · Chuckwudi 83' | Público: 1,655 Árbitro: Katiucia da Mota Lima |

| 9 de janeiro de 2011 16:00 | Santos     | 1 – 0  | Palmeiras | Arena da Fonte                                       |
|                            | Suzana 41' | Súmula |           | Público: 3,992 Árbitro: Regildência de Holanda Moura |

| 9 de janeiro de 2011 18:00 | Umea IK                               | 2 – 3  | Foz do Iguaçu            | Arena da Fonte                                |
|                            | Linda Molin 9' · Hanna Pettersson 46' | Súmula | Debinha 2', 13' · Gi 79' | Público: 3,992 Árbitro: Edilar Maria Ferreira |

| 12 de janeiro de 2011 19:30 | Umea IK             | 1 – 3  | Palmeiras                    | Arena da Fonte                 |
|                             | Sofia Jakobsson 72' | Súmula | Nilda 35' · Bárbara 62', 80' | Árbitro: Edilar Maria Ferreira |

| 12 de janeiro de 2011 22:00 | Santos    | 1 – 1  | Foz do Iguaçu    | Arena da Fonte                 |
|                             | Marta 49' | Súmula | Gabi Zanotti 70' | Árbitro: Katiucia da Mota Lima |

### Fase final

#### Decisão do terceiro lugar
| 15 de janeiro de 2011 13:30 | Palmeiras                    | 3 – 1  | Umea IK              | Arena da Fonte                 |
|                             | Nilda 35' · Bárbara 62', 80' | Súmula | Hanna Pettersson 72' | Árbitro: Edilar Maria Ferreira |

#### Final
| 15 de janeiro de 2011 16:00 | Santos                                     | 3 – 2  | Foz do Iguaçu             | Arena da Fonte                                |
|                             | Angélica 33' · Maurine 63' · Thaisinha 86' | Súmula | Gabi Zanotti 6' · Dai 57' | Público: 2,978 Árbitro: Katiucia da Mota Lima |

## Premiação
| Torneio Internacional Interclubes de Futebol Feminino de 2011 |
| Brasil                                                        |
| ------------------------------------------------------------- |
| Santos Campeão (1º título)                                    |

## Artilharia
| 3 gols (4) - SWE Hanna Pettersson (Umea IK) - BRA Gabi Zanotti (Foz do Iguaçu) - BRA Nilda (Palmeiras) - BRA Bárbara (Palmeiras) 2 gols (4) - BRA Debinha (Foz do Iguaçu) - BRA Suzana (Santos) - BRA Marta (Santos) - BRA Maurine (Santos) 1 gol (10) - SWE Chuckwudi (Umea IK) - SWE Linda Molin (Umea IK) - SWE Sofia Jakobsson (Umea IK) - BRA Gi (Foz do Iguaçu) - BRA Dai (Foz do Iguaçu) - BRA Marta (Santos) - BRA Maurine (Santos) - BRA Bia Zaneratto (Santos) - BRA Thaisinha (Santos) - BRA Angélica (Santos) - Campeonato Internacional de Clubes Feminino - Women's International Champions Cup 1. 2. 3. 4. - «Torneio Internacional Interclubes de Futebol Feminino». no sítio da Sport Promotion |